# Wooster (Ohio)
Wooster ist eine City mit 27.232 Einwohnern (Stand: Volkszählung 2020) im Wayne County im US-Bundesstaat Ohio.
Sie liegt rund 80 km südlich von Cleveland und ca. 130 km nordöstlich von Columbus.
Die Stadt ist bekannt durch das College of Wooster. Außerdem gibt es eine Außenstelle der Ohio State University (Ohio State University Agricultural Technical Inst).

## Einwohnerentwicklung
| Jahr | Einwohner¹ |
| ---- | ---------- |
| 1980 | 19.289     |
| 1990 | 22.191     |
| 2000 | 24.811     |
| 2010 | 26.119     |
| 2020 | 27.232     |

¹ 1980 – 2020: Volkszählungsergebnisse

## Sehenswürdigkeiten
- Wayne County Historical Society and Museum[3]
- Secrest Arboretum

## Industrie und Forschung
Es gibt zwei große Arbeitgeber in der Stadt.
- LuK USA LLC (Mitglied der Schaeffler-Gruppe)
- Rubbermaid Inc.
- Automobilzulieferer Tekfor

- Ohio Agricultural Research and Development Center

## Söhne und Töchter
- Karl Taylor Compton (1887–1954), Physiker
- Dorothy Heyward (1890–1961), Dramatikerin
- Arthur Holly Compton (1892–1962), Physiknobelpreisträger
- Morgan Jones (1928–2012), Schauspieler
- Hollis Frampton (1936–1984), Videokünstler
- Hal Varian (* 1947), Wirtschaftswissenschaftler
- Janet Marie Conrad (* 1963), Physikerin, Hochschullehrerin und Forscherin

## Entwicklungen
- 1932 Apfel Melrose